# JLS (EP)
JLS este EP-ul debut al formației britanice JLS lansat în America de Nord. Distribuirea materialului a început pe data de 3 august 2010 în Canada și Statele Unite ale Americii. Discul reprezintă atât un succesor pentru albumul omonim lansat în Irlanda și Regatul Unit, cât și un material ce anticipează promovarea celui de-al doilea album de studio al grupului.
Conținând șase înregistrări, printre care cele patru extrase pe single distribuite în Europa, materialul a fost comercializat sub egida Jive Records, casă de discuri cu care formația a semnat un contract în prima parte a anului 2010. Pentru a crește popularitatea EP-ului, grupul a început o campanie promoțională ce a cuprins o serie de interviuri sau apariții televizate. Critica de specialitate a reacționat diferit la adresa discului. În timp ce Allmusic a oferit discului trei puncte din cinci posibile, publicația canadiană Kelowna Capital News a blamat lipsa de originalitate a materialului.
„Everybody in Love” a fost lansat ca primul single al grupului în America de Nord, fiind difuzat de posturile de radio începând cu data de 23 februarie 2010, în timp ce primele descărcări digitale au fost comercializate încă din 9 februarie 2010. În ciuda promovării de care a beneficiat, materialul nu a activat în clasamentele de specialitate.

## Informații generale
„America este un loc foarte mare, sunt o mulțime de locuri de vizitat. Pe când în Regatul Unit, e mult mai mic, sunt doar câteva posturi de radio la care trebuie să mergi și să lansezi discul single.” 
După succesul întâmpinat de formație cu albumul său de debut, intitulat și el JLS, grupul a anunțat faptul că va începe înregistrările pentru cel de-al doilea album de studio în Statele Unite ale Americii. Concomitent, JLS a semnat un contract de promovare cu casa de producție Jive Records, sub egida căreia urmau a fi distribuite materiale discografice ale formației pe teritoriul Americii de Nord. Alături de Jive, compania Epic Records și-a manifestat interesul față de JLS. În acest scop, șlagărul „Everybody in Love” a fost trimis posturilor de radio americane în luna februarie a anului 2010, el anticipând lansarea unui disc în această regiune. În vara aceluiași an s-a anunțat promovarea unui material pe teritoriile Canadei și Statelor Unite ale Americii, intitulat JLS și lansat sub forma unui extended play. Pe EP au fost incluse cinci cântece de pe albumul de debut al formației — printre care și primele trei discuri single distribuite în Europa: „Beat Again”, „Everybody in Love” și „One Shot” — dar și primul extras pe single al celui de-al doilea album de studio, „The Club Is Alive”. O ediție specială a fost distribuită prin intermediul lanțului de magazine Wal-Mart, aceasta conținând alături de cele șase compoziții de bază o înregistrare adițională, „Heal This Heartbreak”. De asemenea, coperta oficială a fost dezvăluită în cea de-a doua jumătate a lunii iulie 2010, fiind realizată de fotograful Christian Lantry. Materialul reprezintă atât un succesor pentru albumul de debut JLS, dar și ca o metodă de a prezenta grupul pe teritoriul Statelor Unite ale Americii.

## Lansare și recepție
| Sursa                | Punctaj   | Note  |
| -------------------- | --------- | ----- |
| Allmusic             | 3/5 stele | [ 4 ] |
| Kelowna Capital News | C-        | [ 8 ] |

Matt Collar de la Allmusic a oferit materialului trei puncte dintr-un total de cinci, același fiind și scorul obținut de primul album de studio al grupului. În recenzie, Collar a realizat și o descriere succintă a discului, limitându-se doar la enunțarea conținutului. Cu toate acestea, el a recomandat cititorilor trei dintre cele șase cântece, acestea fiind „Beat Again”, „Close to You” și „The Club Is Alive”. Alex Vitoulis de la Billboard a oferit o recenzie pozitivă cântecului „Everybody in Love”, descriindu-l drept „molipsitor” și asemănător șlagărelor unor grupuri de rhythm and blues din anii '90 precum Boyz II Men și All-4-One, adăugând și faptul că piesa „este destinată să facă furori de partea aceasta a Atlanticului”. Publicația canadiană Kelowna Capital News a oferit materialului calificativul C-, fiind cel mai slab cotat disc prezentat în cadrul articolului, editorul Bruce Mitchell afirmând și faptul că „nu este atât de sigur că formația va avea multă tracțiune aici”, făcând referire la succesul pe care l-ar putea avea EP-ul la nivel comercial. Acesta a continuat să afirme că „avem deja suficiente grupuri de băieți de-ale noastre și JLS nu se deosebesc prin ceva special”, concluzionând cu faptul că albumul se compune din „balade insipide și cântece dance pop”. Referitor la coperta materialului, website-ul Mobo a fost de părere că „este foarte similară cu coperta pentru albumul lor din Regatul Unit dar arată puțin șmecheră și mai Americană!”, în timp ce Becky Bain de la Idolator a considerat că „în timp ce coperta ediției britanice nu a chiar reinventat roata coperților de albume, fotografia alb-negru era frapantă și evocativă — acest instantaneu arată precum un o rămășiță de la o ședință foto”.
Discul a fost lansat atât în Canada cât și în Statele Unite ale Americii pe data de 3 august 2010, fiind distribuit atât în format digital, cât și în format compact disc. În ciuda faptului că EP-ul este lansat doar în America de Nord, colecția de cântece este distribuită de website-urile Amazon din țări precum Franța, Germania sau Regatul Unit. În ciuda promovării de care a beneficiat, materialul nu a reușit să activeze în clasamentele americane de specialitate, compilate de revista Billboard. În mod similar, EP-ul nu a activat nici în ierarhia canadiană a albumelor, publicată de Jam!.

## Promovare și extrase pe single
În februarie 2010 a fost anunțat faptul că înregistrarea „Everybody in Love” va servi drept primul extras pe single al formației în Statele Unite ale Americii, fiind oficial trimis posturilor de radio pe data de 23 februarie 2010. Distribuirea piesei prin intermediul magazinelor digitale din Canada și S.U.A. a debutat pe data de 9 februarie 2010. Prima interpretare live a cântecului s-a materializat în timpul emisiunii The 10! Show din Philadelphia în cea de-a doua parte a lunii aprilie 2010. Înregistrarea a debutat pe locul treizeci și opt în clasamentul Billboard Pop Songs, nereușind însă să ocupe o poziție superioară, fiind și singura ierarhie unde a activat. Cu toate acestea, postul de televiziune canadian Music Music a difuzat în mod constant videoclipul.
De la începutul campaniei promoționale — care a debutat în primăvara anului 2010 — formația a oferit o serie de reprezentații live, interviuri de presă sau a efectuat vizite în cadrul unor posturi de radio. Printre cele mai notabile interviuri se numără cele publicate de Artist Direct, Idolator, Pop Radar, Radar Online sau StarShine Magazine. De asemenea, în timpul alocat promovării în America de Nord, JLS a prezentat și o interpretare live a compoziției „If I Ever Fall In Love”, cu care formația a intrat în audițiile pentru emisiunea The X Factor în 2008.

## Ordinea pieselor pe disc
| Nr.                                 | Titlu                  | Textier(i)                                                                    | Durată          |
| Ediție standard                     | Ediție standard        | Ediție standard                                                               | Ediție standard |
| ----------------------------------- | ---------------------- | ----------------------------------------------------------------------------- | --------------- |
| 01.                                 | „Beat Again”           | Wayne Hector, Steve Mac                                                       | 3:21            |
| 02.                                 | „Everybody in Love”    | Wayne Hector, J. R. Rotem, Felicia Jensen                                     | 3:18            |
| 03.                                 | „The Club Is Alive”    | Richard Rodgers, Oscar Hammerstein, Savan Kotecha, Andrew Frampton, Steve Mac | 3:39            |
| 04.                                 | „One Shot”             | C. Shack, K. Karlin, Michael Warren, Brandon White, Sean Hurley               | 3:49            |
| 05.                                 | „Keep You”             | JLS, Fraser Smith, Taio Cruz                                                  | 3:02            |
| 06.                                 | „Close To You”         | JLS, Paul Barry, Graham Stack                                                 | 3:51            |
| Cântec bonus distribuit de Wal-Mart |                        |                                                                               |                 |
| 07.                                 | „Heal This Heartbreak” | JLS, Mich Hansen, Jonas Jeberg, Chris Braide                                  | 3:44            |

## Personal
- Sursă:[23]

| - Jonathan Gill — voce (principală & acompaniament), textier - Marvin Humes — voce (principală & acompaniament), textier - Aston Merrygold — voce (principală & acompaniament), textier - Oritsé Williams — voce (principală & acompaniament), textier - Graham Stack — claviatură - Adam Phillips — chitară - Richard Rodgers — compozitor - Oscar Hammerstein II — compozitor - Carsten „Soulshock” Schack — instrumental, producător, aranjor - Kenneth Karlin — instrumental, producător, aranjor - Sean Hurley — compozitor, instrumental - Graham Stack — compozitor, programator - Steve Mac — producător, compozitor, aranjor - Wayne Hector — producător, compozitor, aranjor, voce de acompaniament - Carsten Schack — compozitor - Neil Tucker — inginer de sunet - Richard Flack — inginer de sunet | - Chris Laws — inginer de sunet - John Hanes — inginer de sunet - Andrew Frampton — compozitor - Paul Meehan — programator - Paul Barry — compozitor - Brandon White — compozitor - J.R. Rotem — instrumental, producător, aranjor - Savan Kotecha — compozitor - Beatriz Artola — inginer de sunet - Fraser T. Smith — compozitor, producător - Dann Pursey — inginer de sunet - Jonathan Rotem — compozitor - Metrophonic — producător - David Doman — compozitor - Michael Warren — compozitor - Christian Lantry — fotograf (copertă) - Andy Hayes — design (broșură) |

## Clasamente
Discuri single
| An   | Single              | Clasament                    | Poziția maximă | Referință |
| ---- | ------------------- | ---------------------------- | -------------- | --------- |
| 2010 | „Everybody in Love” | S.U.A. (Billboard Pop 100)   | 38             | [ 35 ]    |
| 2010 | „Everybody in Love” | S.U.A. (USA Airplay Hot 200) | 51             | [ 44 ]    |

## Datele lansărilor
| Țara                       | Dată          | Casa de discuri        | Format                           | Catalog | Referințe    |
| -------------------------- | ------------- | ---------------------- | -------------------------------- | ------- | ------------ |
| Canada                     | 3 august 2010 | Jive Records, Sony BMG | compact disc descărcare digitală | 769920  | [ 2 ] [ 27 ] |
| Statele Unite ale Americii | 3 august 2010 | Jive Records, Sony BMG | compact disc descărcare digitală | 769920  | [ 3 ] [ 28 ] |